# Șerban Nichifor
Șerban Nichifor (n. 25 august 1954, București) este un compozitor și violoncelist român, conferențiar universitar la Universitatea Națională de Muzică București, expert evaluator pentru domeniul muzică la Agenția Română de Asigurare a Calității în Învățământul Superior - ARACIS.

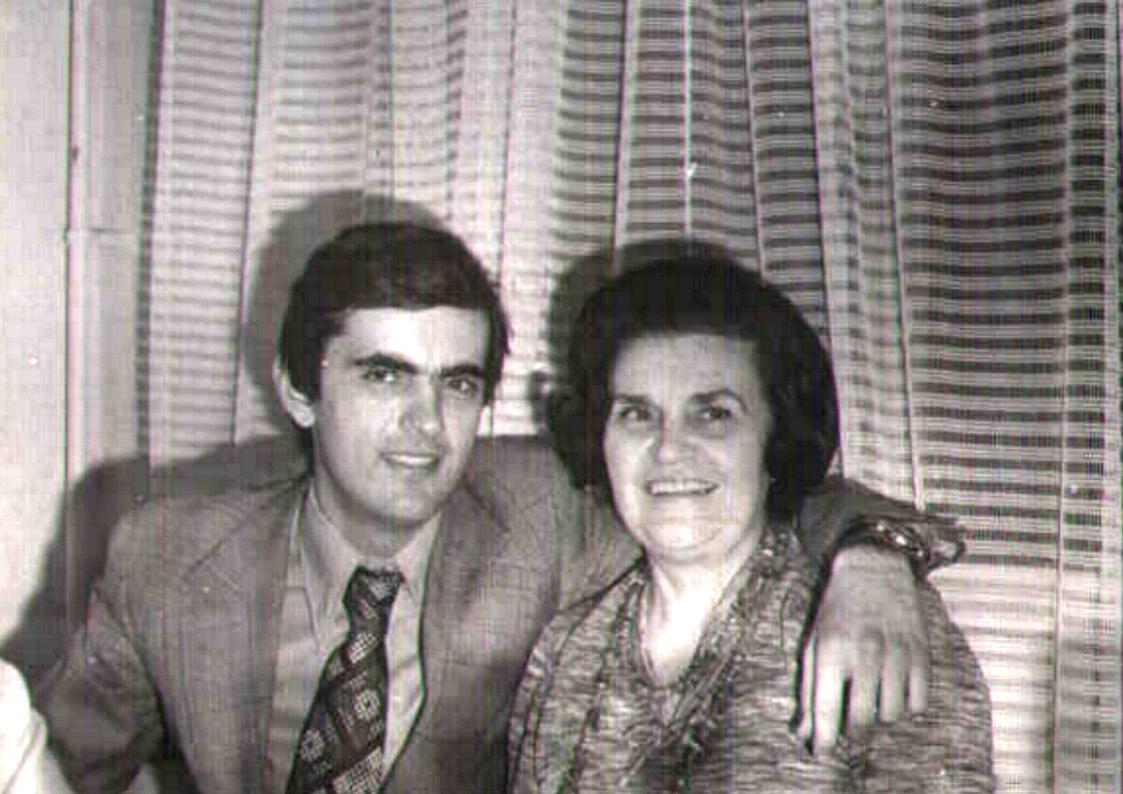
Compozitorul Șerban Nichifor împreună cu mama sa, Dr. Livia Nichifor, căreia i-a dedicat o mare parte din creația lui muzicală

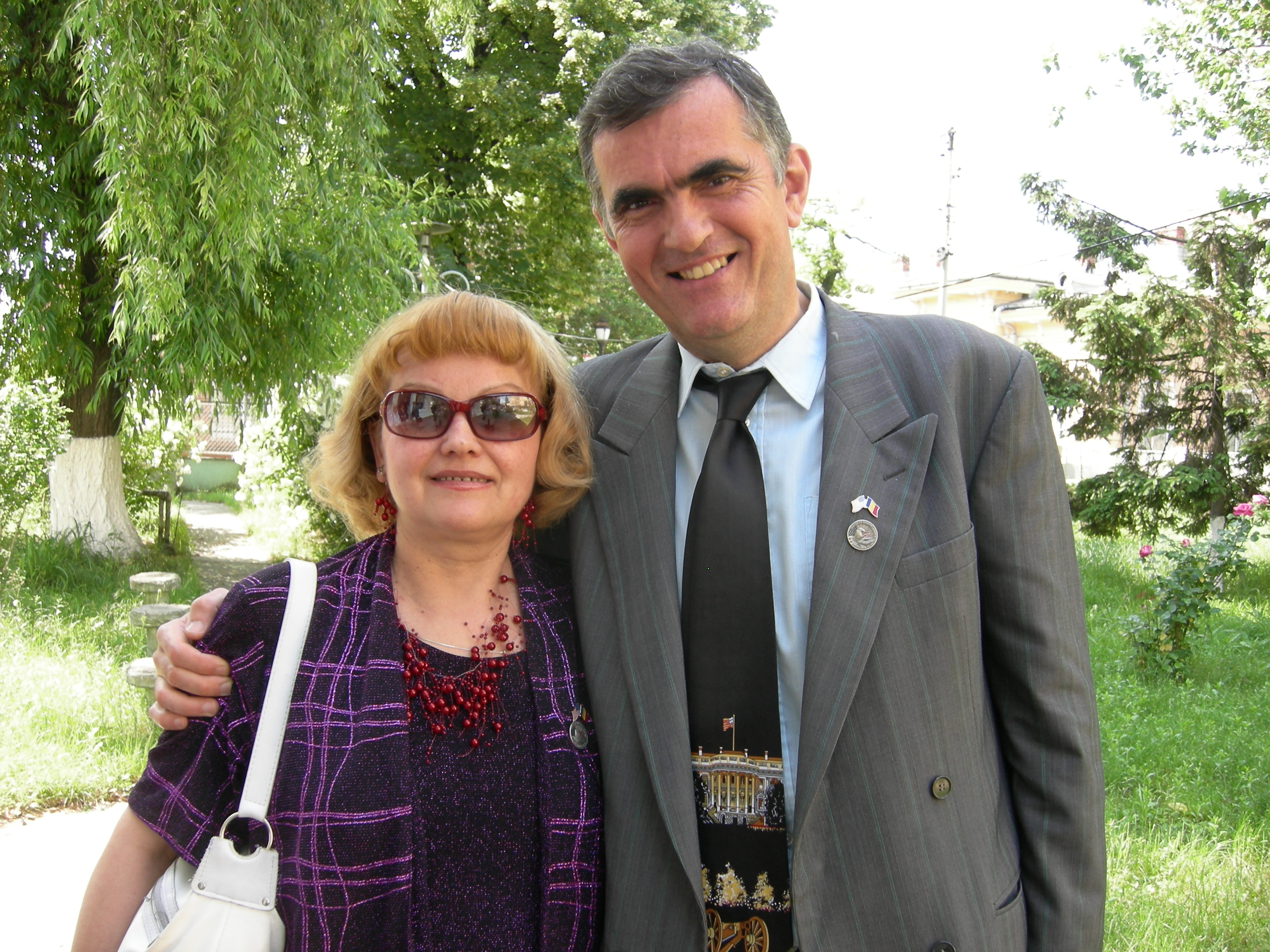
Duo INTERMEDIA: Liana Alexandra și Șerban Nichifor

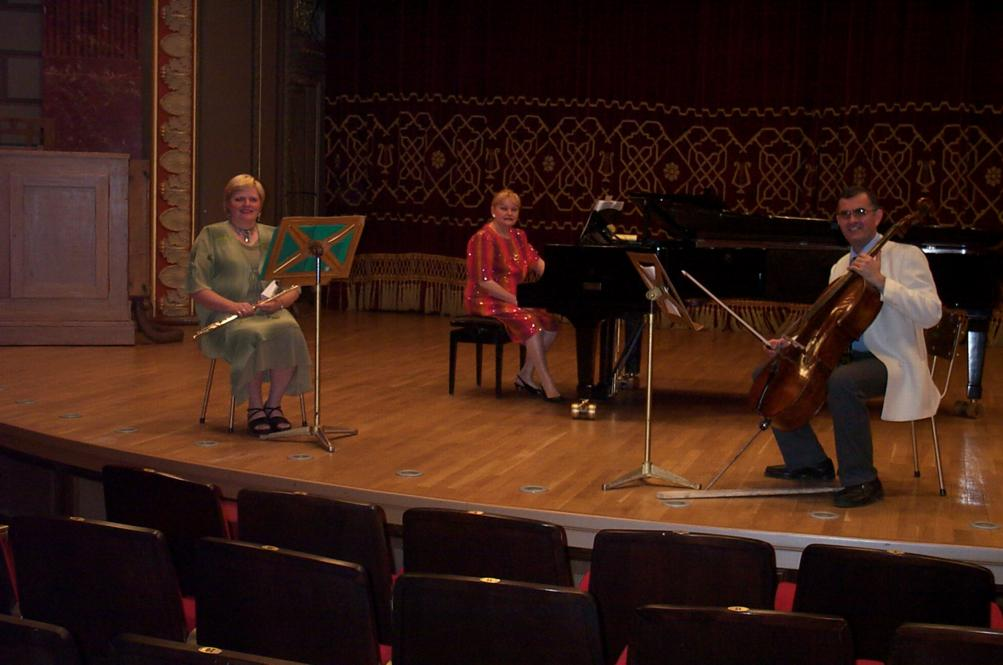
Susan McClellan, Liana Alexandra și Șerban Nichifor în concert, 6 iunie 2004

El a compus numeroase lucrări dedicate Martirilor Holocaustului.
Șerban Nichifor este semnatar al unor proteste împotriva manifestărilor naționalist-extremiste în România.
Împreună cu soția sa, compozitoarea și pianista Liana Alexandra, Șerban Nichifor a promovat direcția neo-consonantă în muzică.
În 1990, împreună cu Liana Alexandra, a fondat atât Liana Alexandra Nuova Musica Consonante-Living Music Foundation (USA), cât și Duo Intermedia, un duo instrumental (violoncel și pian), cu care a susținut concerte în România și în străinătate, ca violoncelist, colaborând în perioada 2002-2006 și cu flautista Susan McClellan din Statele Unite ale Americii.
Membru Vox Novus și Living Music Foundation (SUA), Société belge des auteurs, compositeurs et éditeurs (Belgia), European Conference of Promoters of New Music (Olanda); vicepreședinte al Asociației România-Belgia; violoncelist în Duo-ul INTERMEDIA și codirector al Festivalului „Nuova Musica Consonante-Living Music Foundation (USA)” împreună cu Liana Alexandra - ambii compozitori fiind și promotori ai genului de avangardă Visual Music, în spațiul cultural românesc.

## Studii
Șerban Nichifor s-a născut la 25 august 1954 în București, fiind fiul lui Ermil Nichifor (1916-1997) și al lui Livia Nichifor, născută Balint (1922-2017).
Este absolvent al Universității Naționale de Muzică București (1973-1977, (șef de promoție pe țară), doctor în muzicologie (1994, cu teza Musica Caelestis - anamorfotica Sacrului în arta sunetelor); Universitatea din București - Facultatea de Teologie (1990-1994). În anul 2015 obține summa cum laude abilitarea în conducerea doctoratelor, cu teza intitulată SHOAH – Holocaustul reflectat în creația mea componistică. Cursuri internaționale la Weimar, Breukelen (compoziția cu Ton de Leeuw), München (fenomenologia muzicii și dirijatul cu Sergiu Celibidache) și Darmstadt (compoziția cu Ton de Leeuw, Brian Ferneyhough și Morton Feldman). Bursă în cadrul „International Visitor Leadership Program” oferită de United States Information Agency (USIA), US State Department și de Institute for International Education (IIE) la Universitățile Stanford, Urbana-Illinois și Michigan (1982).

## Opera muzicală (selecție)
- „Postludium” per Org. (1975)
- „Sorcova” per Coro Misto a capella (1995)
- Quartetto per Archi I - „Anamorphose” (1976)
- „Constellations” for Orchestra (1977)
- Symphony I „Shadows” (1980)
- Cantata „Sources” (1977)
- „Carols” per trombone e percussione (1978)
- Cantata „GLORIA HEROUM HOLOCAUSTI” (1978)
- Opera „Miss Christina” (bazat pe romanul lui Mircea Eliade, 1981)
- „Canto di Speranza” per Fl., Vn, Vn, Vlc. e Pf. (1981);
- „Onirophonie” per Fl., Vn.e Pf. (1982)
- „Chanson d'Antan” per Vn.e Pf. (1983)
- „Aprite le porte di questo castel” per Coro Maschile (1984)
- „Carnyx” per Clarinetto (1984)
- „Tango for Yvar” per Pf. (1984)
- Quartetto per Archi II - „Vallons de l'Oubli” (1984)
- Symphony II „Via Lucis” (1985)
- „6 Melodies Irlandaises d'Amerique” per 2 Ob.,C.i. e 2 Fg. (1985)
- „Horn Call Rag” per Corno e Pf. (1986)
- „Czarna Rosa” per Mezzo-Soprano e Pf. (1986)
- „7 Canti Rumeni di Natale” per 4 Tbe, 4 Tni ed Org. (1986)
- „Challenger - Dedicated To America's Space Heroes”, libretul de Victor Bârlădeanu (1986)
- Symphony III „American Symphony - I” (1986)
- Symphony IV „American Symphony - II” (1987)
- Symphony V „Pro Patria” (1987)
- „Ave Maria” per Soprano ed Organo (1987)
- „Isola di Euthanasios” per Pianoforte (1988)
- Symphony VI „Time Archways” (1988)
- Cantata „Remember”, libretul de Victor Bârlădeanu (1989)
- „Transgressio” per Fl.,Ob. e Fg. (1989)
- „Battuta” per Percussione (1989)
- „Missa da Requiem” (1990)
- Missa „Actio Gratiarum Oecumenica” per Coro Misto (1991)
- „Natalis Domini” per Coro Misto (1992)
- „Isihia” per Vlc. (1992)
- „Epiphania” per Cello e Pianoforte (1993)
- „Musica Caelestis” –(1994)
- „Rorate Caeli” per Soprano ed Orchestra (1994)
- Chamber-Opera „Talaria” (libretto by Etienne De Sadeleer, 1994)
- „Medium per Arpa” (1995)
- „Medium per Flauto” (1995)
- Cantata „Per Christum” (1997)
- „Concerto GRIEGoriano” for Piano and Orchestra (1997)
- „3 Christmas German Chorals” for Organ (1997)
- „Hommage a Debussy” per 2 Pf. - ossia Pf. e Nastro Magnetico (1998)
- „La Nuit Obscure” per Orchestra da Camera (1998)
- Chamber-Opera „Le Martyre de Saint Claude Debussy” (libretto after Claude Debussy and E.A.Poe, 1999)
- „Turkish Bolero” for 4 Cellos and Orchestra (2002)
- Symphony VII “Cello-Memoirs” (2001-2003)[27]
- „Cries from Earth to Heaven” – to the Holocaust martyrs (2007)[28]
- „Tribute to Joseph Smith, The American Prophet” - visual music (2005-2007)[29]
- Shoah -  music dedicated to the Holocaust martyrs (2010-2013)[30]
- Pentagon - visual music (2010)[31]
- God Bless America! - visual music (2010)[32]
- Symphony VIII „Tom & Huck” (2011-2012)[33]
- Symphony IX „God Bless Romania” (2016)[34]
- Piano Concerto No.2 (2016)[35]
- Homage to my Mother (dedicated to Dr. Livia Balint-Nichifor) (2017)[24]
- Tu es Sacerdos (To my Mother Dr. Livia Nichifor) (2017)[36]

Lucrări publicate la: Editura Muzicală (București), Edition Modern (München), „Pro Musica Studium” (Roma), „Quadrivium Music Press” (New York), „Mnemes” (Palermo)., www.free-scores.com și IMSLP/Petrucci Music Library. Creațiile lui muzicale ei se păstreză la Academia Română și la Library of Congress din Statele Unite ale Americii.

## Discografie (selecție)
- Șerban Nichifor, Liana Alexandra, Anton Șuteu, Anamorphose, Incantații II, Culori, - Cvartetul Gaudeamus, Formația Musica Nova, LP, Electrecord ST-ECE 01694
- „Olympia Romanian Concert” - „Four Tablatures for Lute by Valentin Greff Bakfark” by Sigismund Toduță, „Concerto for Violin and Orchestra” by Paul Constantinescu, „American Symphony No.4 - From West to East” by Șerban Nichifor, Audio CD, Olympia, London, OCD 417
- Video Music Cyberart - Liana Alexandra, Șerban Nichifor - 12 Variations, Infinite Song, Sticky Dances, Video DVD, Electrecord EDVD 001, Licență Nr. RO8AV20500382
- Duo INTERMEDIA - Șerban Nichifor, violoncel & Liana Alexandra, pian  - Music from ROMANIA and BELGIUM, Cesar Franck, Jacques Leduc, Raoul De Smet, Boudewijn Buckinx, Liana Alexandra, Șerban Nichifor, Editura Muzicală, Poziție catalog 038, Licență U.C.M.R.-A.D.A. 5AF081508184
- Luxembourg Sinfonietta”,  “La Nuit Obscure”, Audio CD, Editions LGNM, No. 401, BP 828, L-2018 Luxembourg
- 60x60 (2006-2007) Vox Novus VN-002
- 60x60 (2004-2005) Vox Novus VN-001 - Album Nominated for Just Plain Folks Award (2009)

## Premii și distincții
Compozițiile sale au fost distinse cu Premiul Academiei Române (1982), cu Premiul Uniunii Compozitorilor și Muzicologilor din România (1980, 1982, 1988), precum și la concursurile internaționale de la Amsterdam (First Prize  Gaudeamus - 1977),  Tours (1977), Evian (1978), Atena (ISCM Prize - 1979), Toledo (1980), Urbana-Illinois (1983), Trento (1984 si 1993), Roma (Premio „Valentino Bucchi” – 1985), Bydgoszcz (Prize “Musica Antiqua Europae Orientalis” – 1986) , Hong Kong (ISCM Prize – 1988), Jihlava (1994), Karlsruhe (1996), Köln (1997), Newtown-Wales (1998), Birmingham-Alabama (1998), Luxembourg (1999), Bourges (2003, 2004), Bruxelles (Mențiunea de Onoare a Uniunii Compozitorilor Belgieni, 2005), Zagreb (Premiul I MBZ-WMD-ISCM 2010).

### Decorații
- Ordinul național „Pentru Merit” în grad de Comandor (1 decembrie 2000) „pentru realizări artistice remarcabile și pentru promovarea culturii, de Ziua Națională a României”[43]
- Ofițer al Ordinului Coroanei (2008), decernat de regele Albert al II-lea al Belgiei, care a dorit „să exprime recunoștința Belgiei pentru eminenta contribuție în cercetarea muzicală și pentru apropierea elitelor noastre culturale în domeniul muzicii clasice contemporane în special, situate în mod elocvent pe linia promovării relațiilor noastre bilaterale.”[44]